# Throwing Muses
Throwing Muses — американская рок-группа, образовавшаяся в 1982 году в Ньюпорте, Род-Айленд, и исполнявшая эклектичный экспериментальный инди-рок, отмеченный многообразием и непредсказуемостью ритмических рисунков, необычными песенными структурами и своеобразными (как правило, автобиографического характера) текстами поющей гитаристки Кристин Херш, страдавшей галлюцинациями, связанными с расстройством психики. Throwing Muses, став первой американской группой, заключившей контракт с влиятельным британским лейблом 4AD Records, выпустили 8 студийных альбомов (7 из них входили в UK Albums Chart) и остались в истории как (согласно Allmusic) «одна из малозаметно-великих» групп американского колледж-рока.

## История группы
История Throwing Muses началась в ньюпортской Роджерс Хай-скул (англ. Rogers High School); именно здесь школьницы Кристин Херш и её сводная сестра Таня Донелли собрали свою первую группу. Вскоре к двум поющим гитаристкам присоединился барабанщик Дэвид Нарцизо (англ. David Narcizo), после чего трио приняло название Throwing Muses.

## Дискография

### Студийные альбомы
- Throwing Muses, 1986
- House Tornado, 1988
- Hunkpapa, 1989 (# 59, UK Albums Chart)
- The Real Ramona, 1991 (# 26, UK Albums Chart)
- Red Heaven, 1992 (# 13, UK Albums Chart)
- University, 1995 (# 10, UK Albums Chart)
- Limbo, 1996 (# 36, UK Albums Chart)
- Throwing Muses, 2003 (# 75, UK Albums Chart)
- Purgatory/Paradise, 2013[4]
- Sun Racket, 2020